# Bahnstrecke Rybník–Lipno nad Vltavou
| |                                                                   |                                            |                                        |
| Kursbuchstrecke (SŽ): | 195                                                               |                                            |                                        |
| Streckenlänge: | 22,185 km                                                         |                                            |                                        |
| Spurweite: | 1435 mm (Normalspur)                                              |                                            |                                        |
| Streckenklasse: | C2 (2016)                                                         |                                            |                                        |
| Stromsystem: | 1912–1955: 1280 V = 1955–2003: 1500 V = seit 2005: 25 kV, 50 Hz ~ |                                            |                                        |
| Maximale Neigung: | 33,2 ‰                                                            |                                            |                                        |
| Minimaler Radius: | 150 m                                                             |                                            |                                        |
| Streckengeschwindigkeit: | 60 km/h                                                           |                                            |                                        |
| |                                                                   |                                            |                                        |
| \| \| \| von St. Valentin \| \| \| \| 0,000 \| Rybník früher Zartlesdorf \| 675 m \| \| \| \| nach České Budějovice \| \| \| \| 3,349 \| Jenín früher Kodetschlag \| 625 m \| \| \| 5,90 \| Černy les früher Rosenberg-Schwarzwald \| Černy les früher Rosenberg-Schwarzwald \| \| \| 6,988 \| Rožmberk nad Vltavou früher Rosenberg \| 565 m \| \| \| \| Větší Vltavice \| \| \| \| 8,379 \| Herbertov früher Obermühle \| 545 m \| \| \| 10,557 \| Těchoraz früher Hohenfurth \| 555 m \| \| \| \| Vltava (Moldau) \| \| \| \| 11,528 \| Floßplatz Hohenfurth \| Floßplatz Hohenfurth \| \| \| 11,846 \| Vyšší Brod klášter früher Hohenfurth Stift \| 560 m \| \| \| 14,768 \| Čertova Stěna früher Steindlhammer \| 575 m \| \| \| 18,796 \| vlečka Papírny Vltavský mlýn \| vlečka Papírny Vltavský mlýn \| \| \| 19,137 \| Loučovice früher Kienberg-Moldaumühl \| 675 m \| \| \| \| vlečka Teplárna Loučovice \| \| \| \| 20,046 \| vlečka píla \| vlečka píla \| \| \| 20,653 \| Loučovice zastávka früher St. Prokop \| 685 m \| \| \| 20,681 \| vlečka Papírny Sv. Prokop \| vlečka Papírny Sv. Prokop \| \| \| \| (Neutrassierung 1955) \| \| \| \| \| Vltava (Moldau) \| \| \| \| 22,000 \| Lipno nad Vltavou (seit 1955) \| 710 m \| \| \| 22,098 \| vlečka Elektrárna Lipno I \| vlečka Elektrárna Lipno I \| \| \| 22,185 \| Streckenende \| Streckenende \| \| \| \| Floßplatz Lippnerschwebe \| \| \| \| ~22,5 \| Lipno früher Lippnerschwebe \| Lipno früher Lippnerschwebe \| |                                                                   |                                            |                                        |
| Strecke |                                                                   | von St. Valentin                           | von St. Valentin                       |
| Bahnhof | 0,000                                                             | Rybník früher Zartlesdorf                  | 675 m                                  |
| Abzweig geradeaus und nach rechts |                                                                   | nach České Budějovice                      | nach České Budějovice                  |
| ehemaliger Haltepunkt / Haltestelle | 3,349                                                             | Jenín früher Kodetschlag                   | 625 m                                  |
| ehemaliger Haltepunkt / Haltestelle | 5,90                                                              | Černy les früher Rosenberg-Schwarzwald     | Černy les früher Rosenberg-Schwarzwald |
| Bahnhof | 6,988                                                             | Rožmberk nad Vltavou früher Rosenberg      | 565 m                                  |
| Brücke über Wasserlauf |                                                                   | Větší Vltavice                             | Větší Vltavice                         |
| Haltepunkt / Haltestelle | 8,379                                                             | Herbertov früher Obermühle                 | 545 m                                  |
| Haltepunkt / Haltestelle | 10,557                                                            | Těchoraz früher Hohenfurth                 | 555 m                                  |
| Brücke über Wasserlauf |                                                                   | Vltava (Moldau)                            | Vltava (Moldau)                        |
| Abzweig geradeaus und ehemals nach links | 11,528                                                            | Floßplatz Hohenfurth                       | Floßplatz Hohenfurth                   |
| Bahnhof | 11,846                                                            | Vyšší Brod klášter früher Hohenfurth Stift | 560 m                                  |
| Haltepunkt / Haltestelle | 14,768                                                            | Čertova Stěna früher Steindlhammer         | 575 m                                  |
| Abzweig geradeaus und von links | 18,796                                                            | vlečka Papírny Vltavský mlýn               | vlečka Papírny Vltavský mlýn           |
| Bahnhof | 19,137                                                            | Loučovice früher Kienberg-Moldaumühl       | 675 m                                  |
| Abzweig geradeaus und von links · Abzweig geradeaus und nach rechts |                                                                   | vlečka Teplárna Loučovice                  | vlečka Teplárna Loučovice              |
| Strecke · Strecke | 20,046                                                            | vlečka píla                                | vlečka píla                            |
| Haltepunkt / Haltestelle | 20,653                                                            | Loučovice zastávka früher St. Prokop       | 685 m                                  |
| Abzweig geradeaus und ehemals von links | 20,681                                                            | vlečka Papírny Sv. Prokop                  | vlečka Papírny Sv. Prokop              |
| Strecke von links · Abzweig ehemals geradeaus und nach rechts |                                                                   | (Neutrassierung 1955)                      | (Neutrassierung 1955)                  |
| Strecke · Brücke über Wasserlauf (Strecke außer Betrieb) |                                                                   | Vltava (Moldau)                            | Vltava (Moldau)                        |
| Bahnhof · Strecke (außer Betrieb) | 22,000                                                            | Lipno nad Vltavou (seit 1955)              | 710 m                                  |
| Blockstelle · Strecke (außer Betrieb) | 22,098                                                            | vlečka Elektrárna Lipno I                  | vlečka Elektrárna Lipno I              |
| Strecke (außer Betrieb) | 22,185                                                            | Streckenende                               | Streckenende                           |
| Abzweig geradeaus und nach rechts (Strecke außer Betrieb) |                                                                   | Floßplatz Lippnerschwebe                   | Floßplatz Lippnerschwebe               |
| Kopfbahnhof Streckenende (Strecke außer Betrieb) | ~22,5                                                             | Lipno früher Lippnerschwebe                | Lipno früher Lippnerschwebe            |

Die Bahnstrecke Rybník–Lipno nad Vltavou ist eine elektrifizierte regionale Eisenbahnverbindung in Tschechien, die ursprünglich als staatlich garantierte Hohenfurther Elektrische Lokalbahn erbaut und betrieben wurde. Sie zweigt in Rybník (Zartlesdorf) von der Bahnstrecke St. Valentin–České Budějovice ab und führt in Südböhmen entlang der oberen Moldau über Vyšší Brod (Hohenfurth) und Loučovice (Kienberg) nach Lipno nad Vltavou (Lippen).
Nach einem Erlass der tschechischen Regierung ist die Strecke seit dem 20. Dezember 1995 als regionale Bahn („regionální dráha“) klassifiziert.

## Geschichte

Gemischter Lokalbahnzug an der Teufelsmauer (1912)

Zug auf der Moldaubrücke bei Hohenfurth (1912)

1885 eröffnete Ernst Porak (Arnošt Porák) in Kienberg eine Zellstofffabrik. In den folgenden Jahren kamen noch ein Kartonagenwerk in St. Prokop und ein Betrieb für Papier hinzu. Um die Industrie besser an die östlich verlaufende Bahnstrecke St. Valentin–Budweis anzubinden, wurde eine Bahnstrecke gefordert. Auch die Stadt Linz wollte mit einer Strecke über Leonfelden, Hohenfurth und Krummau nach Budweis den Handel mit dieser Region verstärken. Für den Bau der Bahnstrecke setzte sich zudem Bruno Pammer, der Abt des Klosters Hohenfurth, ein. Trotz einer Baugenehmigung vom 9. Mai 1902 konnte diese Strecke aus finanziellen Gründen nicht realisiert werden.
Die Konzession „zum Baue und Betriebe einer normalspurigen Lokalbahn von der Station Zartlesdorf der k.k. Staatsbahnen über Hohenfurth zur Lippner Schwebe“ erhielten Bruno Pammer und Ernst Porak am 12. September 1911. Teil der Konzession war die Verpflichtung, den Bau der Strecke sofort zu beginnen und binnen zwei Jahren fertigzustellen. Die Konzessionsdauer war auf 90 Jahre festgesetzt.
Der erste Güterzug fuhr am 18. Oktober 1911 von Zartlesdorf nach Kienberg. Der Personenverkehr begann am 17. Dezember desselben Jahres. Den Betrieb führt die Hohenfurther Elektrische Lokalbahn zunächst selbst aus. Ab 1. Juli 1912 übernahm die Staatsbahndirektion Linz der k.k. Staatsbahnen (kkStB) den Betrieb für Rechnung der Eigentümer. Dafür wurde in Hohenfurth eine eigene Betriebsleitung eingerichtet.
Im ersten ganzen Betriebsjahr 1912 beförderte die Lokalbahn 61.788 Reisende und 45.377 Tonnen Güter. Dominierend im Güterverkehr war die Abfuhr der Erzeugnisse der Papierindustrie in Kienberg sowie der Rohholztransport zwischen Lippnerschwebe und Hohenfurth Stift, wo die Flößerei aufgrund der Stromschnellen der Moldau nicht möglich war.

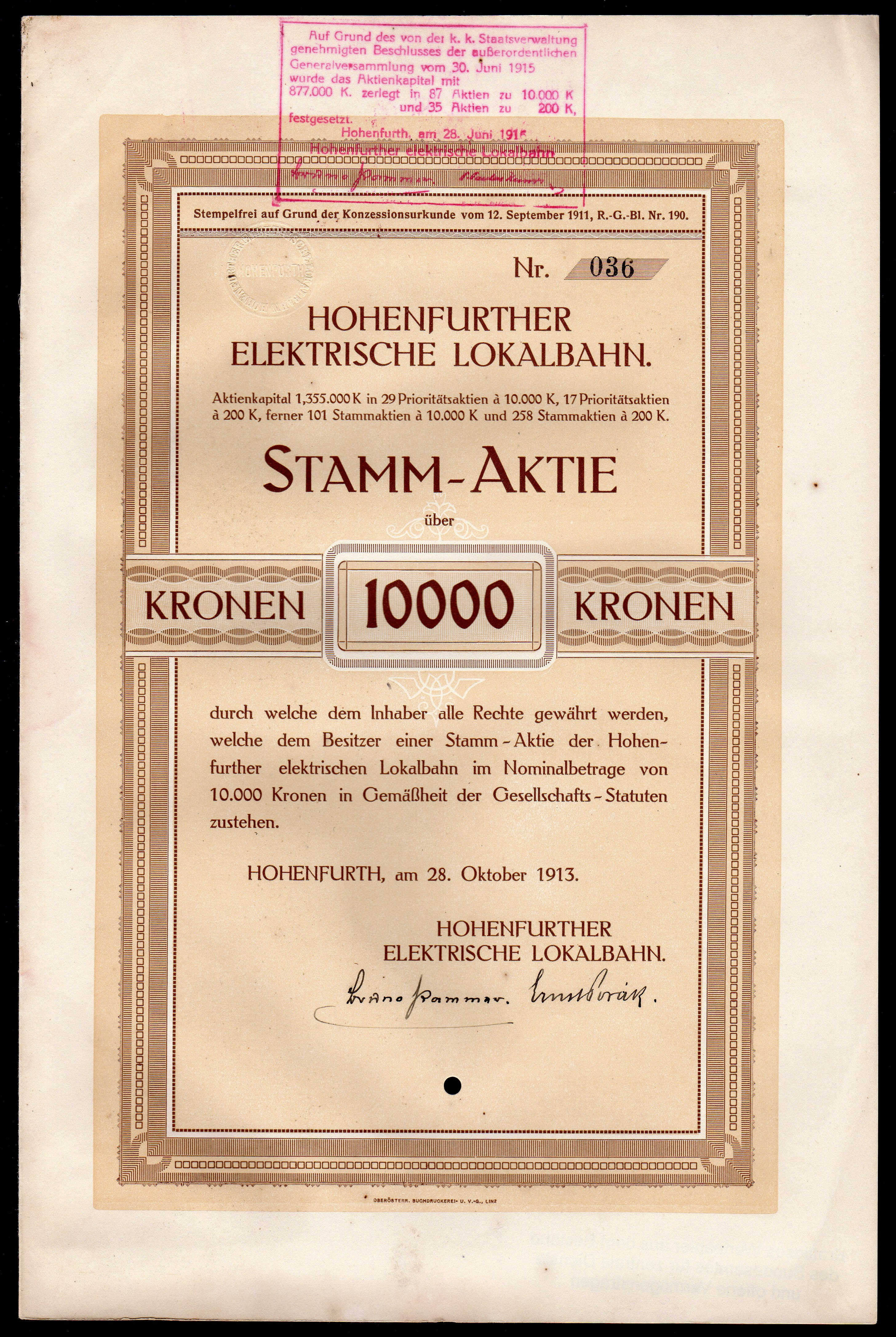
Stammaktie über 10000 Kronen der Hohenfurter Elektrische Lokalbahn vom 28. Oktober 1913

1913 gründeten die Konzessionäre die Hohenfurther Elektrische Lokalbahn-Gesellschaft. Deren Aktienkapital betrug insgesamt 877.000 Kronen in 87 Stammaktien zu je 10.000 Kronen und in 35 Stammaktien zu je 200 Kronen. Gesellschafter waren der Zisterzienserorden des Klosters Hohenfurth und Ernst Porak. Der Sitz der Gesellschaft war in Hohenfurth.
Nach dem Ersten Weltkrieg lag die Strecke in einem von Österreich und auch der Tschechoslowakischen Republik beanspruchten Gebiet. Nach dem Vertrag von Saint-Germain vom 10. März 1919 wurde das Bahngebiet endgültig der Tschechoslowakei zugesprochen. Damit gehörte die Strecke zum Netz der Tschechoslowakischen Staatsbahnen (ČSD).
Nach der Angliederung des Sudetenlandes an Deutschland im Herbst 1938 kam die Strecke zur Deutschen Reichsbahn, Reichsbahndirektion Linz. Im Reichskursbuch war die Verbindung als Kursbuchstrecke 455k Zartlesdorf–Lippen enthalten. Damit einher ging die endgültige Verstaatlichung und Auflösung der Hohenfurther Elektrischen Lokalbahn. Das Gesetz vom 2. August 1940 „betreffend die Übernahme von Eisenbahnen im Reichsgau Sudetenland und in den in die Reichsgaue Oberdonau und Niederdonau eingegliederten Teilen der sudetendeutschen Gebiete auf das Reich“ regelte u. a. die Verstaatlichung von neun Lokalbahnen mit einer Gesamtlänge von 169,77 km, an denen der tschechoslowakische Staat bereits die Mehrheit der Aktienanteile besessen hatte.
Ab 1940 kamen, um dem steigenden Verkehr gerecht zu werden, auch Dampflokomotiven zum Einsatz. Von der Lokalbahn Berchtesgaden–Königsee kamen 1942 vier Triebwagen und zwei Personenwagen nach Hohenfurth, die dort wegen der Umstellung des Stromsystems entbehrlich geworden waren.
Nach dem Ende des Zweiten Weltkriegs im Mai 1945 kam die Strecke wieder zu den ČSD, die den Betrieb unverändert fortführte. Von diesem Zeitpunkt an galten nur noch die tschechischen Bahnhofsnamen.
Die Vertreibung der deutschböhmischen Bevölkerung im Bahngebiet in den Jahren 1945/46 führte zunächst zu einer signifikanten Verringerung der Verkehrsnachfrage. Eine weitaus größere Zäsur waren mehrere Hochwässer der Moldau in den Jahren 1946/47, deren Auswirkungen die bereits seit den 1930er Jahren bestehenden Pläne zum Bau einer Talsperre am Beginn des Moldauengtales bei Lipno forcierten. Zwischen Sv. Prokop und Lipno war der Bahnverkehr wegen der Schäden an Gleisen und Anlagen vom 6. Januar bis zum 20. März 1946 und vom 29. Dezember 1947 bis zum 10. März 1948 eingestellt.
Im Januar 1947 brannte das Kraftwerk Obermühle bis auf die Grundmauern ab. Bis zum Aufbau eines neuen Unterwerks in Vyšší Brod klášter, das im September 1948 in Betrieb ging, mussten alle Züge mit Dampflokomotiven geführt werden.

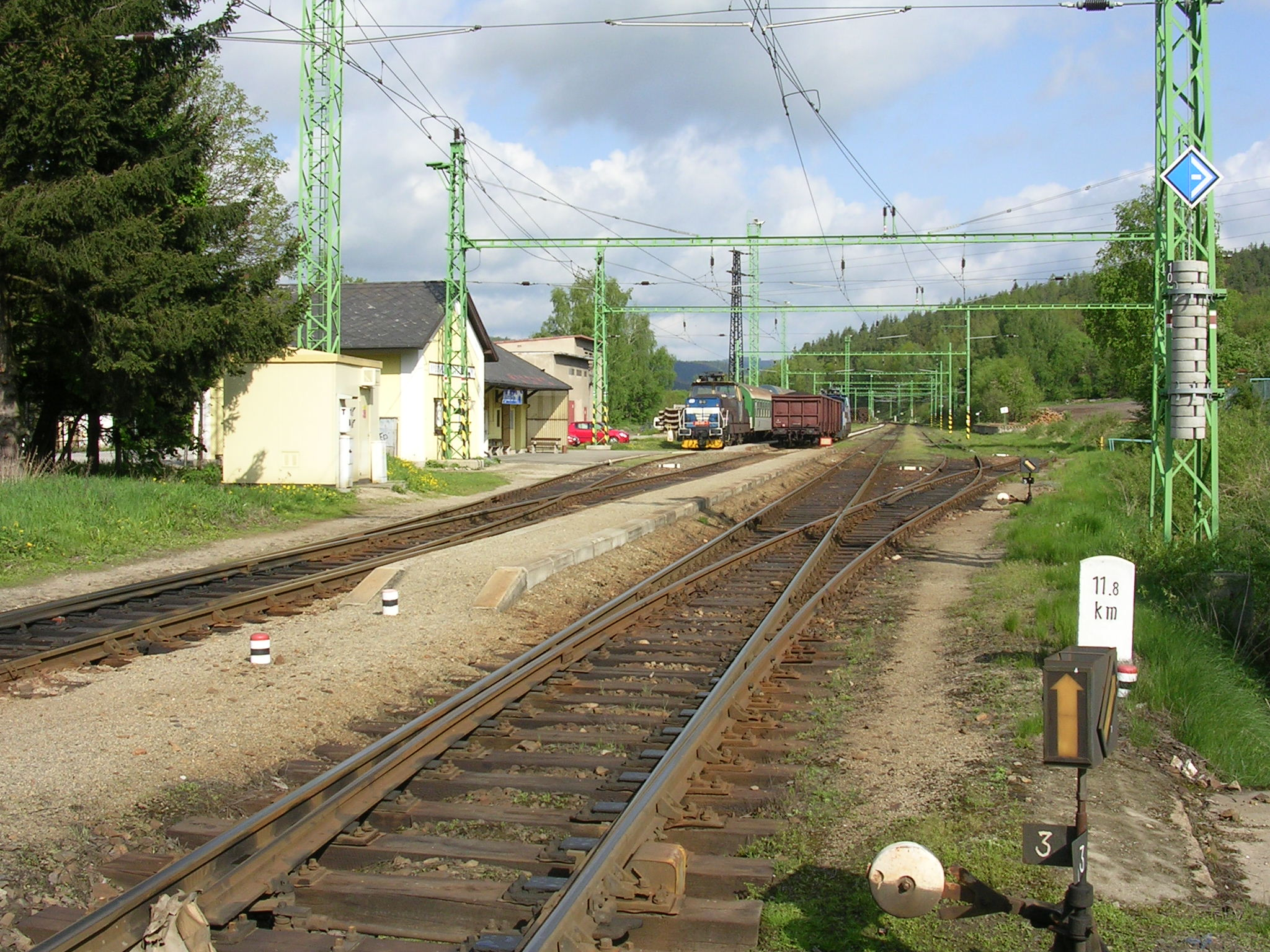
Bahnhof Vyšší Brod klášter (2009)

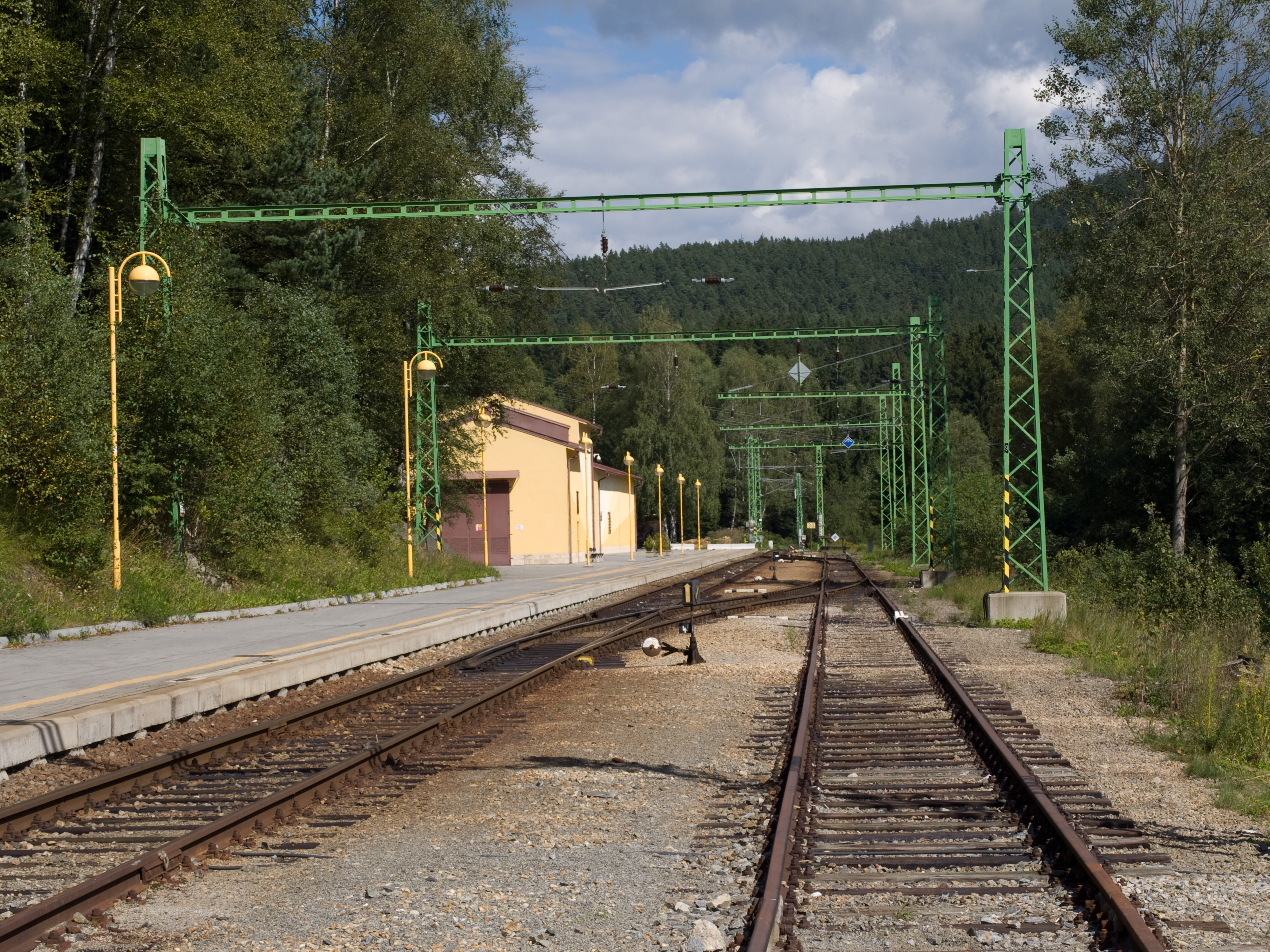
Der Bahnhof Lipno nad Vltavou wurde 1955 neu gebaut (2010)

Der Bau der Talsperre Lipno begann 1951, dies führte wieder zu einem Anstieg des Transportvolumens im Güterverkehr. Die ČSD reagierten auf den Anstieg der Verkehrsleistung zunächst mit der Beheimatung zweier elektrischer Lokomotiven vom Prager Knoten, die den Güterverkehr zur Papierfabrik übernahmen. Die Baustofftransporte wickelten die ČSD hingegen mit Dampflokomotiven ab, da für solch schwere Lasten keine geeigneten elektrischen Lokomotiven zur Verfügung standen. Bedingt durch die bei elektrischem Betrieb fehlenden Brandschutzstreifen kam es mehrfach zu Waldbränden entlang der Strecke, die durch den Funkenflug der Dampflokomotiven ausgelöst wurden.
Anfang der 1950er Jahre waren Fahrzeuge und Anlagen der Strecke restlos verschlissen, sodass eine grundlegende Erneuerung unausweichlich wurde. Zwischen 1953 und 1959 sanierte die ČSD die Gleisanlagen und baute eine neue moderne Fahrleitung auf. Wegen der Unterbrechung der Strecke durch den Staudamm musste etwa ein Kilometer Strecke vollkommen neu trassiert werden. Der Bahnhof Lipno entstand am linken Moldauufer unmittelbar unterhalb des neuen Staudamms neu. Die Fahrleitungsspannung wurde 1955 auf 1500 Volt angehoben. Die aus dem Eröffnungsjahr der Bahn stammenden Fahrzeuge wurden in dem Zusammenhang ausgemustert und durch neue Triebwagen und Lokomotiven ersetzt.
Aus der Bauarbeitersiedlung entstand nach der Fertigstellung der Staumauer die neue Gemeinde Lipno nad Vltavou, die sich in der Folge zu einem beliebten Ferienort am entstandenen Stausee entwickelte. Das sicherte der Bahn zumindest während der Touristensaison im Sommer (und später auch im Winter) ein steigendes Verkehrsaufkommen im Reiseverkehr. Der Fahrplan von 1968/69 verzeichnete fünf täglich verkehrende Personenzugpaare über die gesamte Strecke, ein weiteres Paar verkehrte werktäglich im morgendlichen Berufsverkehr. Dazu kamen zusätzliche Züge auf Teilstrecken, deren Fahrzeiten auf die Schichtwechsel in der Papierfabrik in Loučovice sowie auf den Touristenverkehr im Sommer ausgerichtet waren. Diese Fahrplanstruktur blieb im Wesentlichen bis in die 1990er Jahre erhalten.
Nach der durchgängigen Elektrifizierung der Strecke Summerau–České Budějovice in den Jahren 2000/01 wurde die Fahrleitungsspannung 2005 auf 25 kV Wechselspannung mit 50 Hz umgestellt. Seit Dezember 2011 wird die Haltestelle Jenín mangels Bedarf nicht mehr von planmäßigen Reisezügen bedient.

## Streckenbeschreibung

### Verlauf

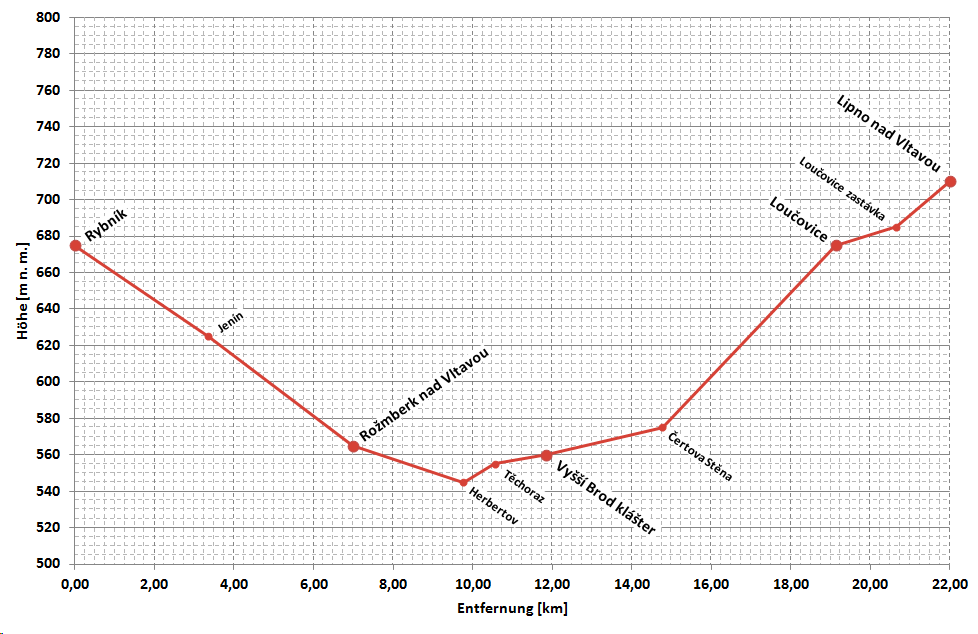
Vereinfachtes Höhenprofil der Strecke

Die Strecke beginnt bei Rybník (Zartlesdorf), einem Ortsteil von Dolní Dvořiště (Unterhaid), an der Bahnstrecke St. Valentin–České Budějovice, die von České Budějovice (Budweis) nach Linz führt. Sie führt zunächst fallend ins Tal der Moldau nach Rožmberk nad Vltavou. Der Ort Rožmberk nad Vltavou liegt allerdings einige Kilometer nördlich des Bahnhofs. Bei Herbertov erreicht die Strecke ihren tiefsten Punkt. Die Bahn folgt dann der Moldau flussaufwärts über Vyšší Brod (Hohenfurth) und Loučovice (Kienberg) und endet direkt unterhalb des Staudamms des Moldaustausees bei Lipno nad Vltavou (Lippen).

### Oberbau
Für die Gleise wurden anfangs Schienen des österreichischen Profils XXI-Va mit einem Metergewicht von 26,3 kg auf Holzschwellen verwendet. Auf freier Strecke betrug der Mindestradius 150 Meter, in Nebengleisen 100 Meter. Nach dem Zweiten Weltkrieg bauten die ČSD die Gleise auf Oberbau K mit Schienenprofil S 49 um. In jüngerer Zeit kamen auf einigen Abschnitten Betonschwellen sowie in engen Gleisbögen Y-Schwellen, die einen erhöhten Querverschiebewiderstand bieten, zum Einbau.

### Energieversorgung

Kraftwerk Obermühle (um 1913)

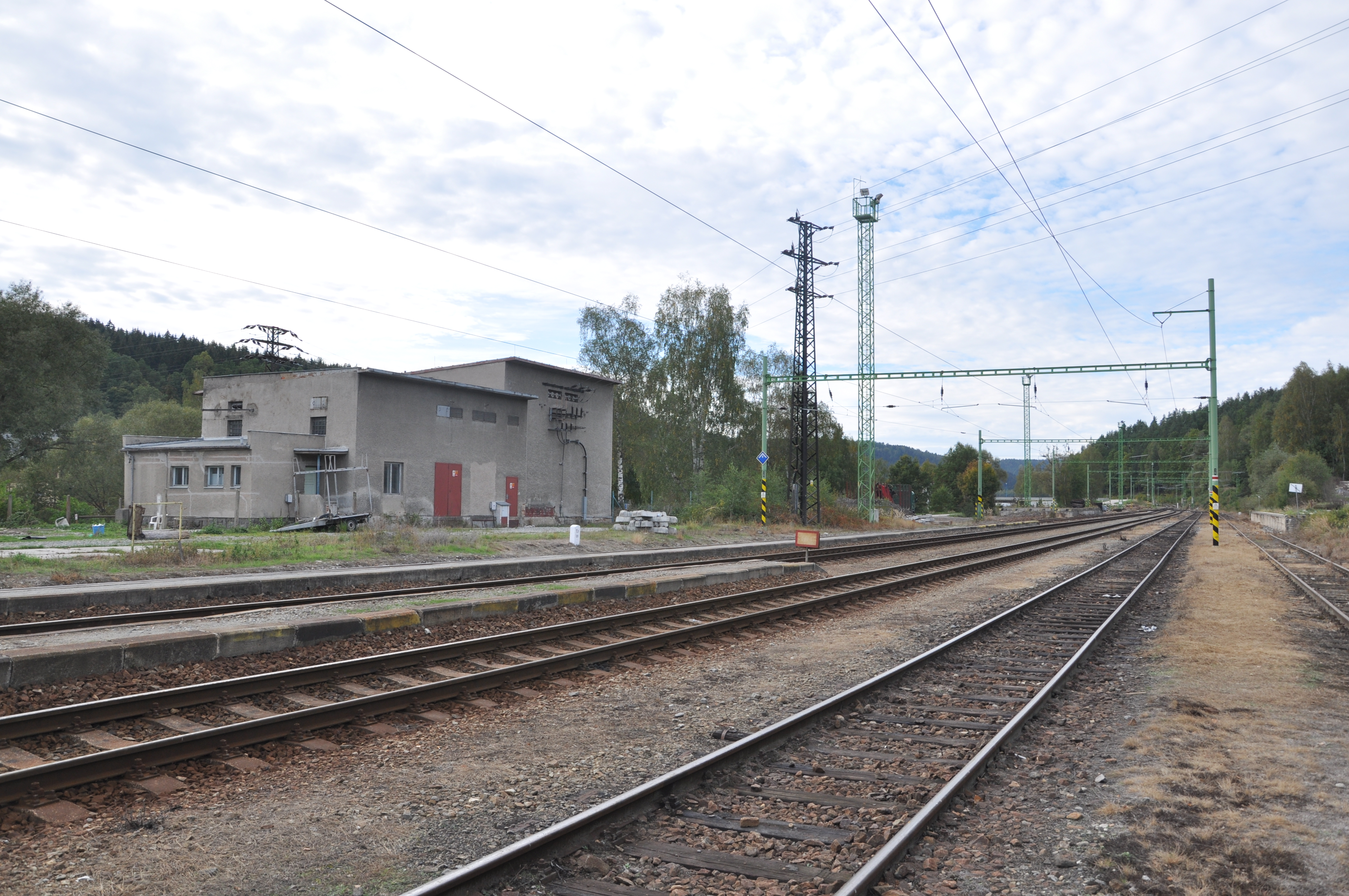
Ehem. Gleichrichterunterwerk am Bahnhof Vyšší Brod klášter (2015)

Die Versorgung der Strecke mit Bahnstrom übernahm ursprünglich das Kraftwerk Obermühle am Bahnkilometer 8,2. Die Wasserkraft der Moldau wurde auf eine Francis-Turbine geleitet, die mit einer Nenndrehzahl von 950 min−1 zwei Gleichstrom-Generatorsätze zu je 100 kW antrieb. Zum Ausgleich von Spannungsschwankungen gab es eine Pufferbatterie mit einer Nennkapazität von 148 Ah. Im Havariefall und bei Niedrigwasser konnte die Elektroenergieversorgung mittels eines Lokomobiles von Lanz aufrechterhalten werden, das eine Leistung von 125 kW aufwies. Geliefert wurde die Anlage von der Leobersdorfer Maschinenfabrik und den Österreichischen Siemens-Schuckert-Werken. Nach dem Brand des Kraftwerkes Obermühle im Jahr 1946 errichteten die ČSD am Bahnhof Vyšší Brod klášter ein neues Unterwerk, das die Energie über einen Gleichrichter aus dem Landesnetz bezog. Es speiste zunächst 1200 und nach nochmaligem Umbau 1956 1500 Volt in die Fahrleitung ein. Im Jahr 2005 ging in Vyšší Brod ein neues Umspannwerk für die Fahrleitungsspannung von 25 kV, 50 Hz in Betrieb. In Rybnik entstand eine Schaltstation.
Die Fahrleitung der Strecke hatte einen Querschnitt von 50 mm². Mit Ausnahme des Bahnhofes Zartlesdorf, wo eiserne Maste aufgestellt waren, hing die Fahrleitung sowie eine Speiseleitung an einfachen Holzmasten mit bogenförmigen Auslegern. Beim Umbau der Fahrleitungsanlage im Jahr 1955 stellten die ČSD durchgängig Stahlmasten auf und bauten die Fahrleitung auf ein nachgespanntes Kettenwerk um. Eine Besonderheit ist die in den Bögen windschief abgespannte Fahrleitung, die ohne Ausleger an den Masten auskommt.

## Fahrzeugeinsatz
Zur Betriebseröffnung 1912 standen der Hohenfurther Elektrischen Lokalbahn an Traktionsmitteln drei Triebwagen der kkStB-Reihe 22.0 für den gemischten Dienst sowie eine elektrische Verschublokomotive zur Verfügung, mit der die Schleppbahnen der Papierindustrie in Kienberg bedient wurden. Für den Personenverkehr existierten noch zwei Beiwagen für die Triebwagen sowie ein kombinierter Post- und Gepäckwagen. Der Güterverkehr wurde mit zwei gedeckten und zwei offenen Güterwagen sowie acht Langholzwagen abgewickelt. Sechs der Langholzwagen besaßen keine Bremse, die restlichen zwei nur eine Handbremse. Für dienstliche Zwecke besaß die Hohenfurther Elektrische Lokalbahn einen Turmwagen, zwei Schneepflüge, zwei Bahnmeisterwagen und eine Fahrraddraisine.
| Triebwagen und Lokomotiven der Hohenfurther elektrischen Lokalbahn (H.e.L.) | Triebwagen und Lokomotiven der Hohenfurther elektrischen Lokalbahn (H.e.L.) | Triebwagen und Lokomotiven der Hohenfurther elektrischen Lokalbahn (H.e.L.) | Triebwagen und Lokomotiven der Hohenfurther elektrischen Lokalbahn (H.e.L.) | Triebwagen und Lokomotiven der Hohenfurther elektrischen Lokalbahn (H.e.L.) | Triebwagen und Lokomotiven der Hohenfurther elektrischen Lokalbahn (H.e.L.) | Triebwagen und Lokomotiven der Hohenfurther elektrischen Lokalbahn (H.e.L.) | Triebwagen und Lokomotiven der Hohenfurther elektrischen Lokalbahn (H.e.L.) |
| Nr.                                                                         | kkStB-Nr.                                                                   | ČSD-Nr.                                                                     | DR-Nr.                                                                      | Hersteller                                                                  | Bauart                                                                      | Baujahr                                                                     | Anmerkungen                                                                 |
| --------------------------------------------------------------------------- | --------------------------------------------------------------------------- | --------------------------------------------------------------------------- | --------------------------------------------------------------------------- | --------------------------------------------------------------------------- | --------------------------------------------------------------------------- | --------------------------------------------------------------------------- | --------------------------------------------------------------------------- |
| 1                                                                           | 22.001                                                                      | M 201.001                                                                   | ET 187 01                                                                   | Ringhoffer (mech. Teil) / ÖSSW (elektr. Teil)                               | Bo                                                                          | 1912                                                                        | 1951 ausgemustert                                                           |
| 2                                                                           | 22.002                                                                      | M 201.002                                                                   | ET 187 02                                                                   | Ringhoffer (mech. Teil) / ÖSSW (elektr. Teil)                               | Bo                                                                          | 1912                                                                        | 1956 ausgemustert                                                           |
| 3                                                                           | 22.003                                                                      | M 201.003                                                                   | ET 187 03                                                                   | Ringhoffer (mech. Teil) / ÖSSW (elektr. Teil)                               | Bo                                                                          | 1912                                                                        | nach 1950 mit neuem Wagenkasten modernisiert, 1963 ausgemustert             |
| -                                                                           | 22.004                                                                      | M 201.004                                                                   | ET 187 11                                                                   | Ringhoffer (mech. Teil) / ČMK (elektr. Teil)                                | Bo                                                                          | 1924                                                                        | Nachbau durch die ČSD, 1956 ausgemustert                                    |
| 51                                                                          | 1083.01                                                                     | E 200.001                                                                   | E 174 01                                                                    | Ringhoffer (mech. Teil) / ÖSSW (elektr. Teil)                               | Bo                                                                          | 1912                                                                        | Verschublokomotive, 1956 ausgemustert                                       |

Nach der Verstaatlichung beheimatete die Deutsche Reichsbahn 1942 drei Triebwagen der Baureihe ET 184.0, einen Gepäcktriebwagen der Reihe ET 194.0 und zwei Beiwagen in Hohenfurth, die von der Lokalbahn Berchtesgaden–Königsee und der Lokalbahn Berchtesgaden–Hangender Stein stammten. Die für 1000 Volt Fahrleitungsspannung ausgelegten Fahrzeuge wurden provisorisch an die in Hohenfurth üblichen 1280 Volt angepasst, indem im Fahrschalter alle oberen Fahrstufen (in Parallelschaltung der Fahrmotoren) mechanisch blockiert wurden. Zwischenzeitlich waren Züge auch mit Dampflokomotiven der DR-Baureihe 93.1 (ehem. BBÖ 378) geführt worden, um das hohe Verkehrsaufkommen zu bewältigen. Zwei der Berchtesgadener Triebwagen wurden bereits 1944 wieder abgezogen. Sie kamen leihweise zur Linzer Lokalbahn, wo sie durch einen Brand verlorene Fahrzeuge ersetzten.
Aus heutiger Sicht kurios war 1943 die buchmäßige Beheimatung der Berliner S-Bahn-Lokomotive E 178 01, die den schweren Güterverkehr übernehmen sollte. Die Lokomotive passte weder zur Fahrleitungsspannung, noch besaß sie einen normalen Stromabnehmer für Oberleitungsbetrieb. Der nötige Umbau sollte im Reichsbahnausbesserungswerk Linz ausgeführt werden, was angesichts der fortschreitenden Kriegsereignisse nicht mehr geschah. Die Lokomotive wurde nach 1945 in Linz verschrottet.

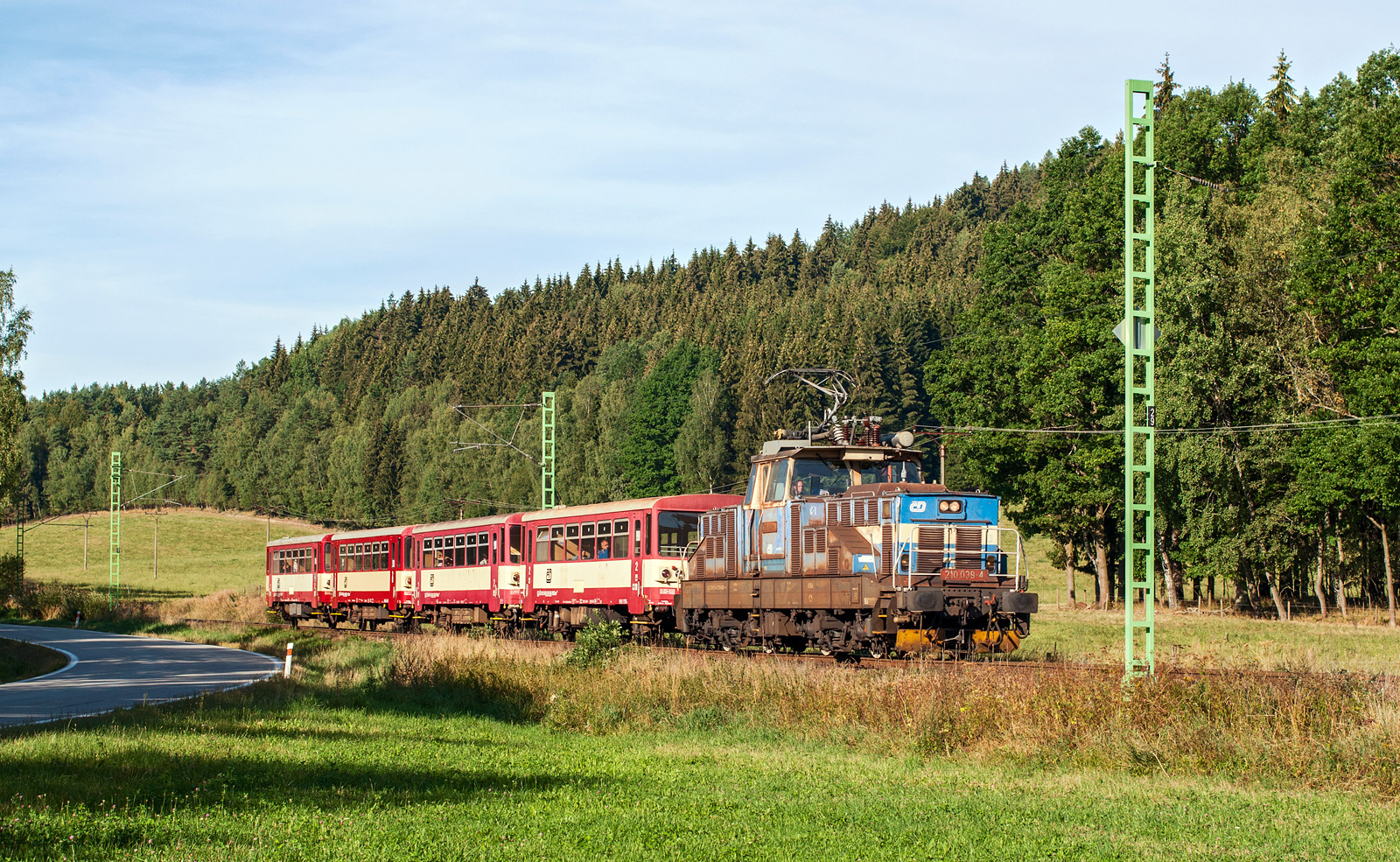
Reisezug mit der 210 039 bei Jenín (2015)

Die ČSD führten den Betrieb nach 1945 zunächst mit den vorhandenen, durch die Kriegsereignisse abgewirtschafteten Fahrzeugen fort. Erst die Umstellung der Fahrleitungsspannung auf 1500 Volt führte zur Beschaffung neuer Lokomotiven und Triebwagen. Den Reiseverkehr bewältigten ab 1956 zwei Triebwagen der Reihe EM 411.0. Škoda lieferte 1956 neue Gepäcklokomotiven der Reihe E 422.0 (seit 1988 Baureihe 100). Von 1956 bis 1973 kamen für den Güterverkehr zwei elektrische Lokomotiven der Reihe E 423.0 zum Einsatz, die ursprünglich für das elektrifizierte Netz im Prager Knoten gebaut worden waren. Ab 1973 wurden drei Lokomotiven der Reihe E 426.0 (seit 1988 Baureihe 113) beheimatet, die fortan den Güterverkehr bewältigten. Reisezüge wurden von 1976 bis 2005 mit den Lokomotiven der Baureihe E 422.0 und Görlitzer Doppelstockeinzelwagen der ersten Generation gebildet.
Seit der Umstellung der Fahrleitungsspannung auf 25 kV mit 50 Hz Wechselspannung wird der Verkehr hauptsächlich mit den elektrischen Lokomotiven der Reihe 210 abgewickelt. Nach der Umstellung wurden Reisezüge auch mit Dieseltriebwagen der ČD-Baureihen 809 bzw. 810 und 814 geführt.
Im Oktober 2020 fanden Testfahrten mit zweiteiligen Triebzügen der Baureihe 650 („RegioPanter“) statt. Dabei wurde insbesondere der Lauf der Fahrzeuge in den engen Bögen mit 150 Meter Halbmesser untersucht. Die modernen Triebwagen sollen die bislang eingesetzten, überalterten Züge zeitnah abzulösen.